# Slavko Pengov
Slavko Pengov, slovenski slikar, * 24. junij 1908, Ljubljana, † 6. januar 1966, Ljubljana.
Delal je v različnih tehnikah. Njegova dela so bila vseskozi realistična, s pretehtanmi kompozicijmi in plastično modelacijo predmetov in figur. Zgodnja dela, večinoma tihožitja in portrete je Pengov ustvaril v olju, ukvarjal se je z ilustracijo, poznan pa je predvsem kot slikar z najobsežnejšim opusom monumentalnega stenskega slikarstva 20. stoletja na Slovenskem, v tehnikah freska, mozaik in sgraffito je poslikal številne cerkve in profana poslopja.
Med njegova najpomembnejša dela sodijo freske v župni cerkvi na Bledu 1932-1937, freske na stavbi mizarskih delavnic na Žalah v Ljubljani, mozaiki v vladni vili na Bledu 1947, freske v palači CK v Beogradu 1948, freske v prostorih FNT v Ljubljani 1950 in freske v palači Skupščine RS 1958. 

### Študij in poučevanje
Med 1926 in 1929 študiral na Akademiji za likovno umetnost v Zagrebu, med 1929 in 1931 pa študij nadaljeval na Akademiji na Dunaju. Od 1945 je bil profesor na Akademiji za upodabljajočo umetnost v Ljubljani. Med njegovimi učenci je bila tudi Aleksa Ivanc Olivieri.

### Sorodniki
Njegov vnuk, rojen po umetnikovi smrti, je slovenski politik in nekdanji zunanji minister Anže Logar.

## Nagrade
1951 je prejel Levstikovo, 1959 pa za poslikavo Skupščine še Prešernovo nagrado. 